# Edhem Šljivo
Edhem Šljivo (* 16. März 1950 in Sarajevo) ist ein ehemaliger jugoslawischer Fußballspieler. Mit der jugoslawischen Nationalmannschaft nahm der Mittelfeldspieler an der Weltmeisterschaft 1982 in Spanien teil.
Nach zehn Jahren beim  FK Sarajewo erhielt er 1978 als 28-Jähriger die Erlaubnis, im Ausland zu spielen. Er spielte zunächst drei Jahre beim RFC Lüttich und danach ein Jahr beim OGC Nizza, wo er sich jeweils als Stammspieler etablieren konnte.
1982 holte der 1. FC Köln den jugoslawischen Nationalspieler in die Bundesliga. In der ersten Saison, wo die von Rinus Michels trainierten Kölner Fünfte wurden, wurde er 28-mal in der Bundesliga aufgestellt. Beim Gewinn des DFB-Pokals 1983 stand er in allen Spielen außer dem Finale gegen den SC Fortuna Köln auf dem Platz. Nach vier Bundesligapartien im Herbst 1983 verließ er den 1. FC Köln wieder.
Nach seiner Rückkehr zum RFC Lüttich etablierte er sich dort wieder als Stammspieler. Im Dezember 1986 erlitt er bei einem Autounfall schwere Bein- und Halsverletzungen und musste seine Karriere daraufhin beenden.
Bei der Europameisterschaftsendrunde 1976 in Jugoslawien gehörte er zum Kader, kam aber nicht zum Spiel. Bei der Weltmeisterschaft 1982 in Spanien kam er in allen drei Spielen Jugoslawiens zum Einsatz. Jugoslawien wurde dort in der Gruppenphase Dritter hinter Nordirland und Spanien und schied bei Punkt- und Torgleichheit nur wegen der Niederlage im direkten Vergleich gegen Spanien aus.
Nach dem Karriereende eröffnete er in Belgien ein Restaurant.

## Erfolge
- DFB-Pokal: 1982/83